# Tsoongia
Tsoongia là một chi thực vật có hoa trong họ Hoa môi (Lamiaceae).

## Loài
Chi Tsoongia gồm các loài: